# Grün (Pielenhofen)
Grün, eine Wüstung im Truppenübungsplatz Hohenfels, war ein Ortsteil der ehemaligen Gemeinde Pielenhofen im Landkreis Parsberg.

## Geographische Lage
Der Weiler lag im oberpfälzischen Jura der Südlichen Frankenalb etwa 1,5 km nördlich des ebenfalls abgegangenen Pfarrdorfes Pielenhofen auf ca. 460 m über NHN.

## Geschichte
Nach einer Amtstafel von 1622 unterstand der Hof Grün hochgerichtlich dem kurpfälzischen Amt Helfenberg, jedoch strittig mit dem Amt Lutzmannstein; im 18. Jahrhundert unterstand Grün unstrittig Pfalz-Neuburg. Im Kartenwerk von Christoph Vogel von 1600 ist der „Griener Brunn[en]“ verzeichnet. Gegen Ende des Alten Reiches, um 1800, bestand Grün aus fünf Anwesen, nämlich zwei Halbhöfen des Conn und Zollbrecht und drei Häusl.
Im Königreich Bayern wurde um 1810 der Steuerdistrikt Lutzmannstein im Landgericht Parsberg (später Landkreis Parsberg) gebildet. Ihm gehörten neben dem Markt Lutzmannstein das Dorf Pielenhofen und die Weiler Breitenwinn, Grün, Judeneidenfeld und Kircheneidenfeld an. Mit dem zweiten bayerischen Gemeindeedikt von 1818 entstand daraus u. a. die Ruralgemeinde Pielenhofen, der das Dorf Pielenhofen, der Weiler Grün und – so nach 1871 – der Weiler Schmiedberg angehörten. Über diese Gemeinde übten die Freiherren von Giese/Gise die Patrimonialgerichtsbarkeit II. Klasse mittels Gerichtshalter bis 1848 aus. Anschließend ging die Gerichtsbarkeit an das Landgericht Parsberg über.
Als 1951 für die US- und NATO-Truppen der Truppenübungsplatz Hohenfels geschaffen werden musste, genügte dafür nicht das Gebiet des ab 1838 geschaffenen, 1949 aufgelösten Heeresgutsbezirks Hohenfels. Der westlichen Erweiterung des neuen Truppenübungsplatzes mussten mehrere Gemeinden weichen, darunter auch die Gemeinde Pielenhofen. Durch Truppenübungen wurden alle drei Orte der Gemeinde, also auch der Weiler Grün, nach der Absiedelung der Bewohner allmählich zur Wüstung. Im Zuge der Gebietsreform in Bayern wurde das gesamte Erweiterungsgebiet am 1. Oktober 1970 der Stadt Velburg zugeschlagen.

### Gebäude- und Einwohnerzahlen
- 1830: 35 Einwohner, 6 Häuser[11]
- 1867: 26 Einwohner, 10 Gebäude in „Grun“[12]
- 1871: 30 Einwohner, 15 Gebäude, an Großviehbestand 1873 25 Stück Rindvieh[7]
- 1900: 25 Einwohner, 5 Wohngebäude[13]
- 1925: 35 Einwohner, 5 Wohngebäude[14]
- 1950: 29 Einwohner, 5 Wohngebäude[15]